# Anhydrophryne rattrayi
Espèce
Statut de conservation UICN

 VU  : Vulnérable
Anhydrophryne rattrayi est une espèce d'amphibiens de la famille des Pyxicephalidae.

## Répartition
Cette espèce est endémique de la province de Cap-Oriental en Afrique du Sud. Elle se rencontre au-dessus de 1 100 m d'altitude,.

## Description
Anhydrophryne rattrayi mesure jusqu'à 21 mm pour la femelle ; le mâle restant plus petit. Son dos varie du gris clair au brun foncé avec parfois une tonalité cuivrée. Les adultes présentent souvent une fine ligne pâle longitudinale bordée de deux lignes plus foncées de la tête jusqu'à bas du dos. Son ventre, blanc, est marbré de brun ou de noir.
Les œufs, de couleur blanche, sont de grande taille (environ 2,6 mm et sont enfermés dans une capsule de gelée mesurant 6 mm de diamètre. Ils sont pondus dans une cavité (d'environ 20 mm de diamètre avec une ouverture de 10 mm) qui est recouverte de feuilles et qui est probablement creusée par le mâle. Fait inhabituel pour des amphibiens, les têtards se développent hors de l'eau et n'ont pas de branchies. Toutefois, le nid doit rester en permanence humide pour assurer un développement correct. Vingt-six jours après l'éclosion a lieu la métamorphose qui aboutit à de petites grenouilles d'environ 4 mm, stade auquel elles quittent le nid.

## Étymologie
Cette espèce est nommée en l'honneur de George J. Rattray (1872-1941).

## Publication originale
- Hewitt, 1919 : Anhydrophryne rattrayi, a remarkable new frog from Cape Colony. Record of the Albany Museum, Grahamstown, vol. 3, p. 182-189.